# Лоуренсий
Лоуренсий е химичен елемент със символ Lr, атомен номер 103 и принадлежащ към групата на актинидите. Името идва от учения Ърнест Лорънс и едноименната лаборатория. Открит е от Алберт Гиорсо през 1961 г.